# 东姑英丹扎哈拉
东姑英丹扎哈拉·东姑希淡奥马尔 (1928年4月13日—2015年1月24日)是马来西亚登嘉楼州太王太后。此前她先后担任登嘉楼苏丹后（1945年-1979年）和登嘉楼太后（1979年-1998年），随后担任登嘉楼太王太后直至2015年驾崩。1965年至1970年间出任马来西亚第四任最高元首后。

## 早年
东姑英丹扎哈拉于1928年4月13日出生在新加坡。她的父亲，东姑希淡奥马尔是新加坡王室（柔佛宰相王朝）成员，在登嘉楼民事部门担任州秘书。他在宰相王朝末任苏丹苏丹阿拉乌丁阿南沙于1897年去世后被流放。她的母亲东姑再纳布是她父亲的第二任妻子。

## 王室生活
东姑英丹扎哈拉于1944年4月3日成为时任登嘉楼王子端姑依斯迈·纳西鲁丁沙，她是王子的第二任妻子，两人没有生下任何子嗣。
1945年11月5日，由13名成员组成的登嘉楼州议会宣布废除苏丹阿里沙的王位，任命依斯迈·纳西鲁丁沙为第十五任登嘉楼苏丹。由此，东姑英丹扎哈拉被册封为登嘉楼苏丹后，1965年至1970年间出任马来西亚第四任最高元首后。
1979年，端姑依斯迈·纳西鲁丁沙驾崩后，她的继子苏丹马末册封她为太后。1998年，苏丹马末驾崩后，她又被尊为太王太后。

## 去世
2015年1月24日下午3：30，登嘉楼太王太后东姑英丹扎哈拉因肺炎在吉隆坡班台医院去世，享年86岁。她的遗体被运回登嘉楼，安葬在其丈夫端姑依斯迈·纳西鲁丁沙陵墓旁，位于瓜拉登嘉楼阿比丁清真寺附近的皇家陵墓。